# أيدان دافيسون
أيدان دافيسون (بالإنجليزية: Aidan Davison)‏ (11 مايو 1968 في المملكة المتحدة - ) هو لاعب كرة قدم بريطاني في مركز حراسة المرمى. شارك مع منتخب إيرلندا الشمالية لكرة القدم من الدرجة الثانية ‏ ومنتخب أيرلندا الشمالية لكرة القدم. أما مع النوادي، فقد لعب مع إيبسويتش تاون وبرادفورد سيتي وبولتون واندررز وشيفيلد يونايتد وغريمسبي تاون وكولتشستر يونايتد ونادي بلاكبول ونادي بوري ونادي ليتون أورينت ونادي ميلوول ونوتس كاونتي وهال سيتي ونادي تشستر سيتي وبيلينغهام سينثونيا ‏.

## وصلات خارجية
- أيدان دافيسون على موقع الاتحاد الدولي (مؤرشف)  (الإنجليزية)
- أيدان دافيسون على موقع قاعدة بيانات كرة القدم.إي يو (الإنجليزية)
- أيدان دافيسون على موقع ناشيونال فوتبول تيمز (الإنجليزية)
- أيدان دافيسون على موقع Soccerbase.com (لاعب) (الإنجليزية)
- أيدان دافيسون على موقع عالم كرة القدم.نت (الإنجليزية)